# 卫生信息技术
卫生信息技术（英語：Health information technology, HIT）是指“卫生信息处理的应用，包括那些为通讯交流和决策制定而对医疗保健信息、数据和知识进行存储、获取、共享和使用时所涉及到的计算机硬件和软件”(Brailer, & Thompson, 2004)。
技术是一个宽泛的概念，涉及到某一物种对于各种工具和技艺的使用和知识，以及它如何影响该物种控制和适应其环境的能力。然而，有种定义显得更为严格但却有些晦涩难懂；“技术”可以指的是物质对象对于人类来说的使用价值，如机器、硬件或器皿用具；但是，“技术”同时还可能涵盖更为广泛的主题，包括各种系统、组织方法以及方法技能。就HIT而言，技术则表示的是那些为了实现卫生信息的沟通交流，可以采取联网方式构建出各种系统的计算机和通讯属性。卫生信息学则是HIT之中另外一个不可分割的组成部分。
信息学是关于信息、信息处理实践以及信息系统工程设计的一门科学。信息学作为基础，支持着计算与通讯技术在医疗保健、健康教育以及生物医学研究领域的学术调查活动和实际应用工作。卫生信息学则是位于信息科学、计算机科学以及医疗保健领域之间的一门交叉学科。卫生信息学阐述的是在计算机科学、数学以及心理学等领域成果的影响下，卫生信息在医疗保健行业内部的交换、共享及使用。卫生信息学工作处理的是为优化卫生与生物医学领域内对于信息的采集、存储、检索和使用而所必需的各种资源、设备和方法。卫生信息学工具包括的不仅仅的是计算机，同时还包括各种临床诊疗指南、形式化医学术语集以及信息与通讯系统。医学信息学、护理信息学以及药学信息学分别是从不同学科角度为卫生信息学提供内容素材的分支学科。过程和人员则是卫生信息学所关注或研究的主要因素。

## 引言
卫生信息技术提供的是一种包罗万象式的框架，用于描述卫生信息（健康信息）及其在消费者、服务提供方、政府、质量团体以及保险机构之间安全可靠的交换。总的来说，人们越来越认为，在改善卫生服务体制的总体质量、安全和效率方面，卫生信息技术乃是最富有前景的手段和工具(Chaudhry et al., 2006)。对于HIT广泛全面而又协调一致的采用，将会为我们带来如下的好处：
- 改善医疗保健服务质量；
- 防止医疗差错的发生；
- 降低医疗保健费用；
- 提高管理效率；
- 减少文书工作；
- 提高人们对于普及型医疗保健服务的享用能力。

互操作性卫生信息技术将会改善具体病人的医疗护理工作，同时也将为公共卫生领域带来许多的好处：
- 实现全国范围内传染性疾病爆发流行的早期发现与监测；
- 改善对于慢性病管理的跟踪记录大作；
- 利用去除了身份标识的，具有可比性的价格与质量信息，实现基于价值的，对于医疗保健服务工作的评价。

## 技术革新、机遇和挑战

### 技术性医源疾病
在医疗护理系统（英文：care delivery systems）当中，技术造成的差错数量相当大，且还在日益变得更加显著。对于医疗保健及信息技术专业人员来说，这些与HIT实施工作相关联的严重问题近来已经确实成为一个问题。同样，术语“技术性医源疾病”（英文：Technological Iatrogenesis）描述的就是这种新的一类不良事件；此类事件乃是技术革新带来的各种系统和微系统扰动所造成的新发属性。医疗保健系统错综复杂而又具有适应性，而这就意味着许多的网络和联系同时发挥作用，从而产生出特定的结果。当这些系统面临新技术扩散所造成的压力增大的时候，往往就会造成新的，不为人所熟悉的过程错误。如果这些差错得不到认识，随着时间的流逝，这些新的错误就可能共同导致灾难性的系统失效或者说系统故障。术语“电子型医源疾病”（英文：e-iatrogenesis）可用来描述局部错误表现。这些差错的来源包括：
- 处方开立者和工作人员经验缺乏可能会导致某种虚假的安全感；当技术方面提出某种行动路线的时候，错误就会得以避免[4]。
- 快捷方式或默认选项可能会无视/越权控制那些适合于老年人或重量不足病人的非标准用药制度，从而导致中毒剂量的使用。
- 在84%参加美国药典所主持的监测系统的500多家医疗保健设施当中，CPOE和自动化药物调剂均被确定为一种差错来源[5]。
- 无关或频繁的警告可能会打断工作流程。

### 引用
1. ↑  Lohr, Steve. . The New York Times. 2005-03-09  [2006-07-15]. （原始内容存档于2007-01-23）.
2. ↑  Patrick Palmieri;  et al.  (PDF). Journal of Healthcare Risk Management. 2007, 27 (4): 19–24  [2008-07-02]. （原始内容 (PDF)存档于2008-12-17）.
3. ↑  Weiner;  et al.  (PDF). Journal of the American Medical Informatics Association. 2007, 14 (3): 387–388  [2008-08-24]. （原始内容存档 (PDF)于2008-12-17）.
4. ↑  McDonald, MD, Clement J. . Annals of Internal Medicine. 2006, 144 (7): 510–516  [2006-07-31]. PMID 16585665. （原始内容存档于2006-07-14）.
5. ↑  Santell, John P.  (PDF). United States Pharmacopia. 2004  [2006-06-20]. （原始内容 (PDF)存档于2008-11-20）.